# Prospalta aenea
Prospalta aenea là một loài bướm đêm trong họ Noctuidae.